# Ryan Mason
Ryan Glen Mason (Enfield, 13 juni 1991) is een Engels voormalig voetballer die bij voorkeur als offensieve middenvelder speelde. Met ingang van het seizoen 2025/26 is hij hoofdtrainer van West Bromwich Albion.

## Clubcarrière
Mason kwam in juni 2007 bij Tottenham Hotspur terecht. Eén jaar later tekende hij daar zijn eerste profcontract. Mason debuteerde voor de Spurs op 27 november 2008, in een UEFA Cup-duel tegen NEC Nijmegen. Wegens gebrek aan speeltijd werd hij uitgeleend aan Yeovil Town, Doncaster Rovers, Millwall, Lorient en Swindon Town. Op 24 september 2014 maakte hij zijn eerste doelpunt voor Tottenham, in de League Cup, tegen Nottingham Forest. Drie dagen later debuteerde hij in de Premier League in een derby tegen Arsenal. Hij mocht in de basiself beginnen en zag zijn team met 1–1 gelijkspelen in het Emirates Stadium, na doelpunten van Nacer Chadli en Alex Oxlade-Chamberlain. In januari 2015 verlengde hij zijn contract tot medio 2020.
Op 30 augustus 2016 tekende hij een contract voor drie jaar bij Hull City. In januari 2017 liep Mason een zware hoofdblessure op nadat hij gebotst was met Gary Cahill van Chelsea. In februari 2018 beëindigde hij hierdoor zijn carrière.

## Internationale carrière
Op 23 maart 2015 werd Ryan Mason voor het eerst opgeroepen voor het Engels voetbalelftal. Zes dagen later debuteerde hij in het elftal in de vriendschappelijke wedstrijd tegen Italië en kwam hij als wisselspeler het veld in voor Jordan Henderson.
1 Vicario ·
3 Reguilón ·
6 Drăgușin ·
7 Son  ·
8 Bissouma ·
9 Richarlison ·
10 Maddison ·
13 Udogie ·
14 Gray ·
15 Bergvall ·
16 Werner ·
17 Romero ·
18 Yang ·
19 Solanke ·
20 Forster ·
21 Kulusevski ·
22 Johnson ·
23 Porro ·
24 Spence ·
28 Odobert ·
29 Sarr ·
30 Bentancur ·
31 Kinský ·
33 Davies ·
37 Van de Ven ·
40 Austin ·
41 Whiteman ·
42 Lankshear ·
47 Moore ·
Coach: Postecoglou
· Assistent-trainer: Mason
· Assistent-trainer: Jedinak